# George Vasey
George S. Vasey (Snainton; 28 de febrero de 1822 - Washington D. C.; 4 de marzo de 1893) fue un botánico nacido en Inglaterra que recolectó una gran cantidad de flora en Illinois antes de integrarse al USDA (Ministerio de Agricultura de EE. UU.), donde llegó a Botánico Jefe y curador del inmensamente expandido "Herbario Nacional".

## Biografía
Nace en 1822 en Snainton, Scarborough, Inglaterra, el cuarto de diez hijos. Con su familia migra a EE. UU. al año siguiente, y se establecen en Oriskany, New York. Deja la escuela a los doce y se emplea en un almacén. Va tomando interés en la Botánica y consigue prestados libros de la materia, y como no podía comprarlos, los copia manualmente. Ese interés se amplía cuanodd se encuentra con Peter D. Knieskern, otro naturalista que invita a Vasey a comenzar a escribirse con botánicos.
Hasta 1870 mantiene una extensa correspondencia y recolecta un gran cantidad de especímenes tanto de Oneida County y más tarde de McHenry County, pero no publicará nada de relevancia científica hasta los 1870s.
Vasey se casa con Martha Jane Scott en 1846, habiéndose graduado ese mismo año del "Berkshire Medical Institute" con un M.D., y prontamente se mudan y se establecen en Ringwood, Illinois. En 1854 abre un almacén general para mantener a su familia de 7: cuatro hijos y la madre. En 1858 será miembro fundante de "Illinois Natural History Society", y escribe prolíficamente para esa sociedad y en el Prairie Farmer. Tuvo dos hijos más en 1861, pero en 1864 pierde al benjamín de tos ferina. Cuando su mujer se empieza a sentir muy débil, Vasey muda su familia a Richview, pero en vano; ya que Martha fallece en 1866.
Pasado un breve periodo sin escribir, se casará con una viuda, aunque arrastra problemas financieros, al tiempo que John W. Powell lo invita a participar de una expedición en 1868. Se entusiasma enormemente con la aventura científica. Editará Entomologist and Botanist antes de ser curador del Museo de Historia Natural de la Illinois State University. Pero resigna esa posición para suceder a Charles C. Parry como Botánico Jefe del USDA. Rápidamente pone manos a la obra para mejorar el pobre estado del "Herbario Nacional", y también organiza exhibiciones de las riquezas forestales para la Centennial Exposition (Exposición Universal de Filadelfia de 1876). La optimización del herbario, hospedado en la Smithsonian Institution, es considerado la coronación de su carrera, particularmente su colección agrostológica, de la cual era un especialista; en 1889 el Instituto lo nombra Curador Honorario. Como Botánico Jefe lanza las Contribuciones para el United States National Herbarium. Con George Thurber estudia las Poaceae para la Flora of North America de A.Gray y Torrey.
Recibe un M.A. honorario en 1864 de la Illinois Wesleyan University. En 1869 es hecho miembro de la American Association for the Advancement of Science, y en 1892, de la American Academy of Arts and Sciences; para ese mismo año es representante al International Botanical Congress dee 1892 en Génova, donde actuaría de vicepresidente.
De su obra publicada, sus varias monografías de los pastos de EE. UU., donde la últia parte de los cuales se publica postmorem, siendo uno de los más notables, en especial su Agricultural Grasses of the United States de 1884, y su obra descriptiva de especies no publicadas que se iban acumulando en el herbario, obra que completa apenas una semana antes de su deceso en 1893, de peritonitis.

## Algunas publicaciones
- A Descriptive Catalogue of the Native Forest Trees of the United States. Washington, 1876[1]

- The Grasses of the United States, a Synopsis of the Tribes, with Descriptions of the Genera. 1883[1]
- Agricultural Grasses of the United States. 1884[2]

- A Descriptive Catalogue of the Grasses of the United States. 1885[1]

- Report of an Investigation of the Grasses of the Arid Districts. 2 partes, 1886—1887[1]

- Grasses of the South. 1887[1]

- Grasses of the Southwest. 1890—1891[2]

- Grasses of the Pacific Slope. 1892—1893[2]

## Honores

### Eponimia
Dos géneros (Vaseya, hoy parte de Muhlenbergia, y Vaseyanthus), como así también numerosas especies se nombraron en su honor, aunque no está siempre claro si fueron nombradas por su hijo, George Richard Vasey, que coleccionaba mucho, después que su padre entrara al USDA, y después que Rhododendron vaseyi A.Gray.